# 니시무라 교타로
니시무라 교타로(西村 京太郎, 1930년 9월 6일~2022년 3월 3일)는 일본의 추리작가이다. 본명은 야지마 기하치로(矢島 喜八郎)로, 일본 인사원 근무 후 탐정, 경비원 등의 직업을 거쳐 1963년 《歪んだ朝》로 데뷔했다. 이후 꾸준히 작품을 발표해 현재까지 발행된 단행본 수는 거의 700여권에 이른다. 주로 기차나 관광지를 배경으로 한 사건을 다루고 있으며, 그가 창조해낸 대표적인 캐릭터로는 경찰 도쓰가와 쇼조(十津川省三), 탐정 사몬지 스스무(左文字進)가 있다. 2001년 가나가와현의 자택 근처에 니시무라 교타로 기념관이 설립되었다.

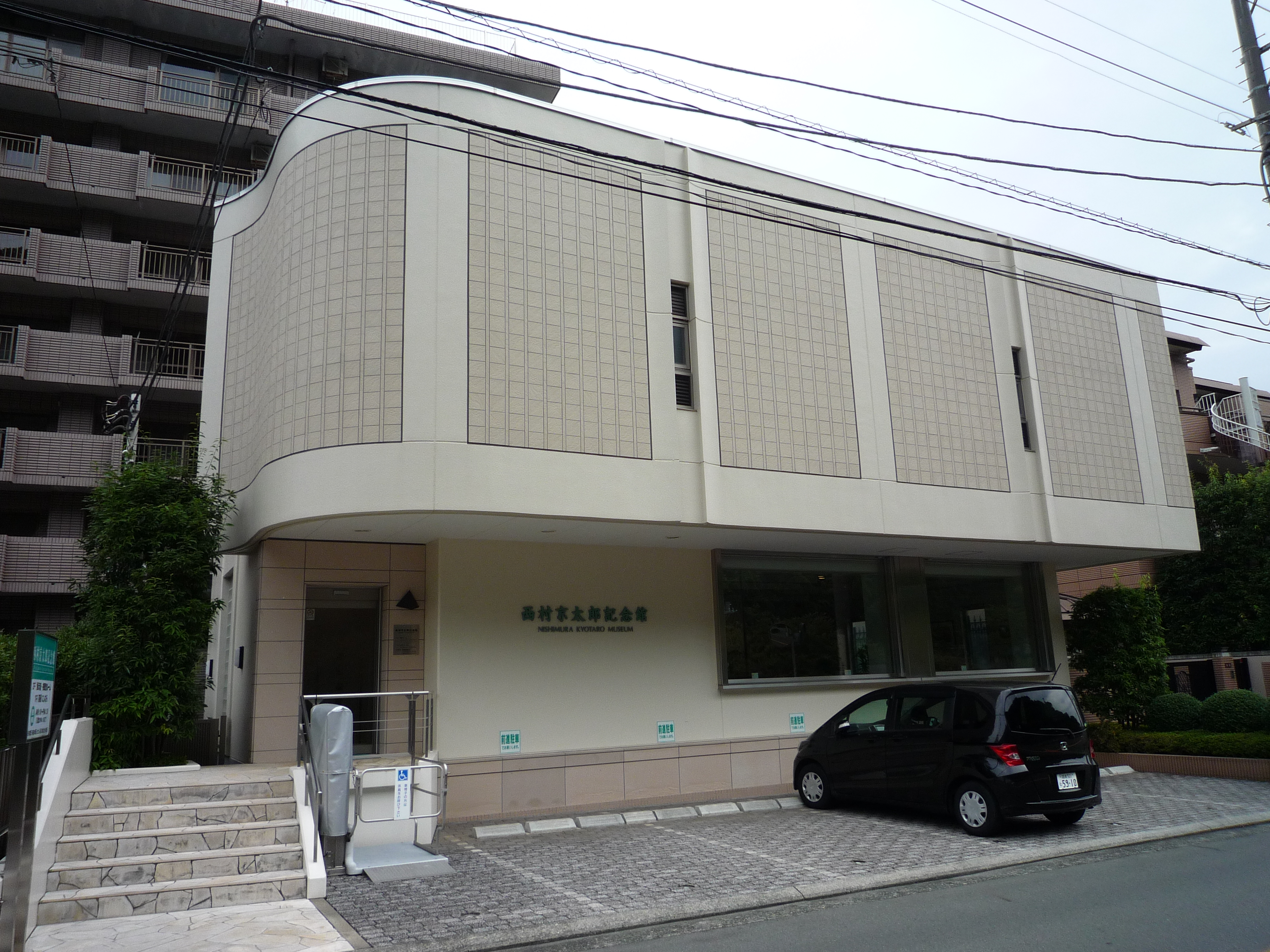
니시무라 교타로 기념관

## 수상 경력
- 1965년: 제11회 에도가와 란포상 수상
- 1981년: 제34회 일본추리작가협회상 수상